# Veganistische kaas

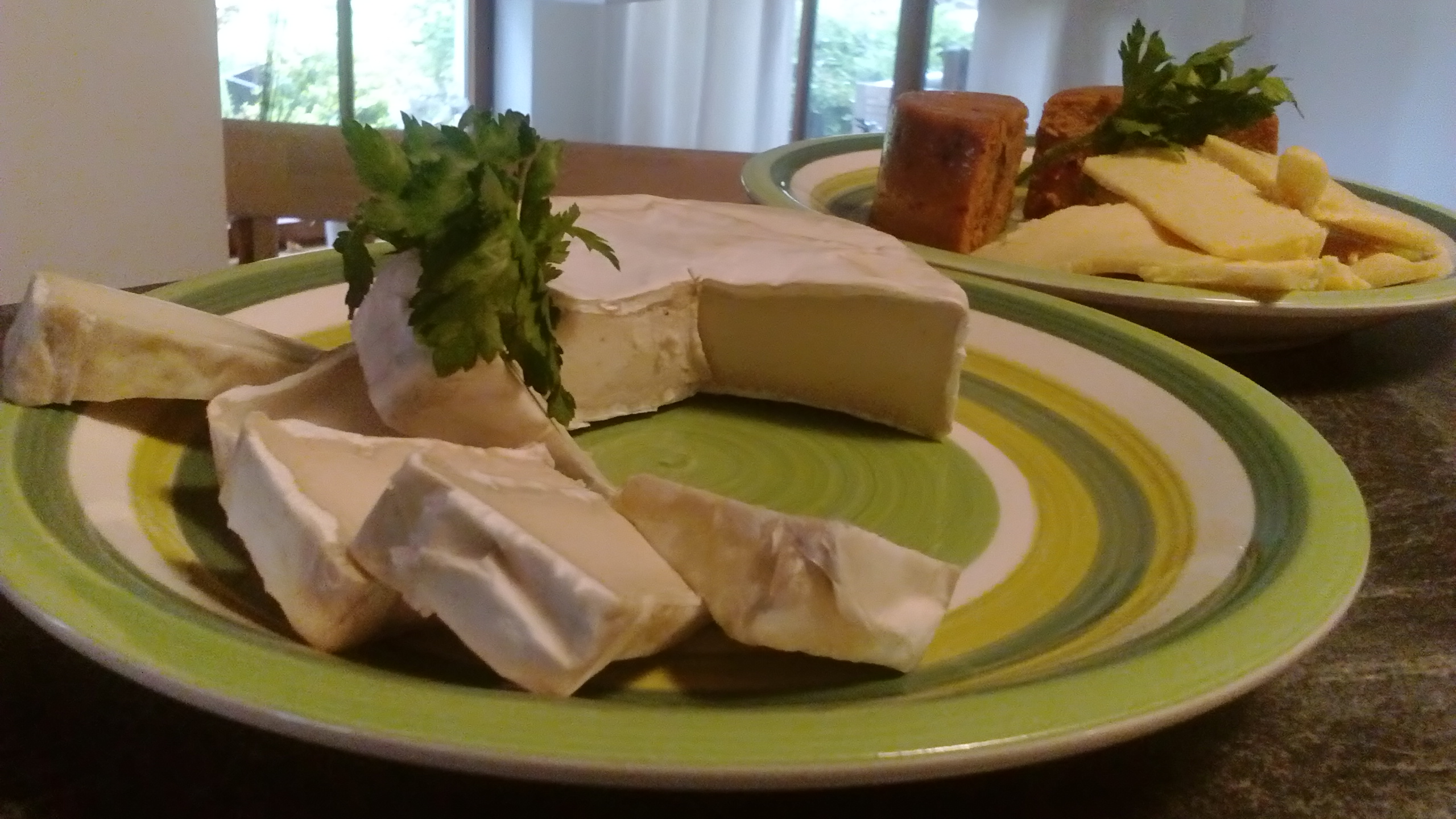
Vegan kaas gemaakt van cashew en amandelen

Veganistische kaas (ook plantaardige kaas) is een plantaardige analoogkaas. Als plantaardige vervanging van melk wordt gebruik gemaakt van cashewnoten, sesamzaad, sojabonen, kokosolie, rijst, zetmeel, amandelen en voedingsgist.
De kaas is geschikt als vervanging van kaas voor mensen die geen dierlijke producten eten, waaronder veganisten en mensen met een lactose-intolerantie. Veganistische kaas is cholesterolvrij en de kaas kan in bepaalde varianten een goede bron van soja-eiwit vormen. Veganistische kaas laat zich niet altijd hetzelfde verwerken. Sommige kaasmerken smelten op dezelfde wijze als een melkkaas, andere niet.
Binnen de Europese Unie mag vanaf juni 2017 na een rechtszaak bij het Hof van Justitie aangespannen door een Duitse mededingingsorganisatie tegen VeggieCheese plantaardige kaas vanwege 'verwarringsgevaar' niet onder de noemer kaas verkocht worden. Pindakaas is hiervan uitgezonderd. Het is hierdoor in winkelassortimenten beschikbaar als bijvoorbeeld 'Broodbeleg met plantaardige olie'.

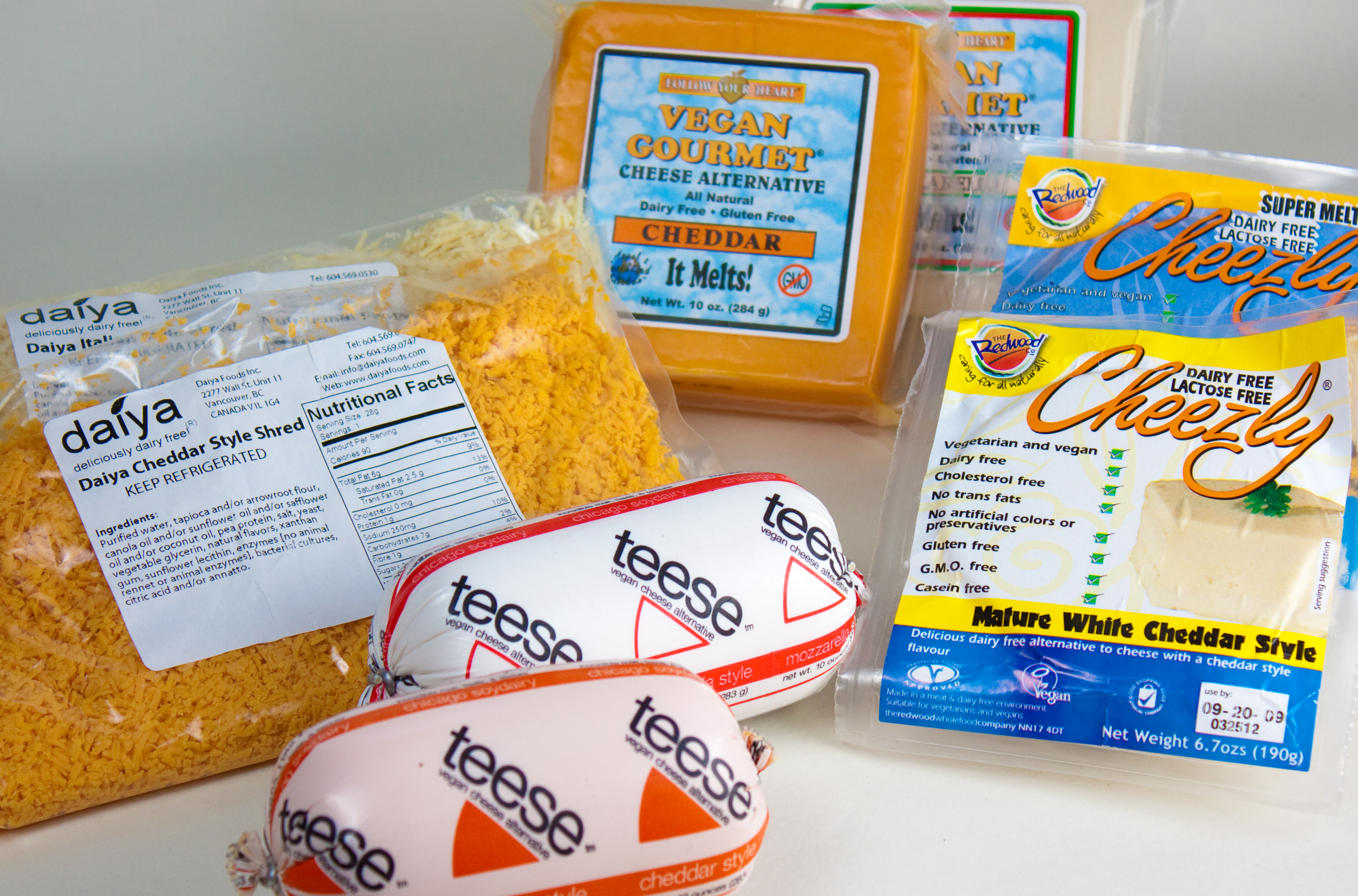
Een assortiment veganistische kazen
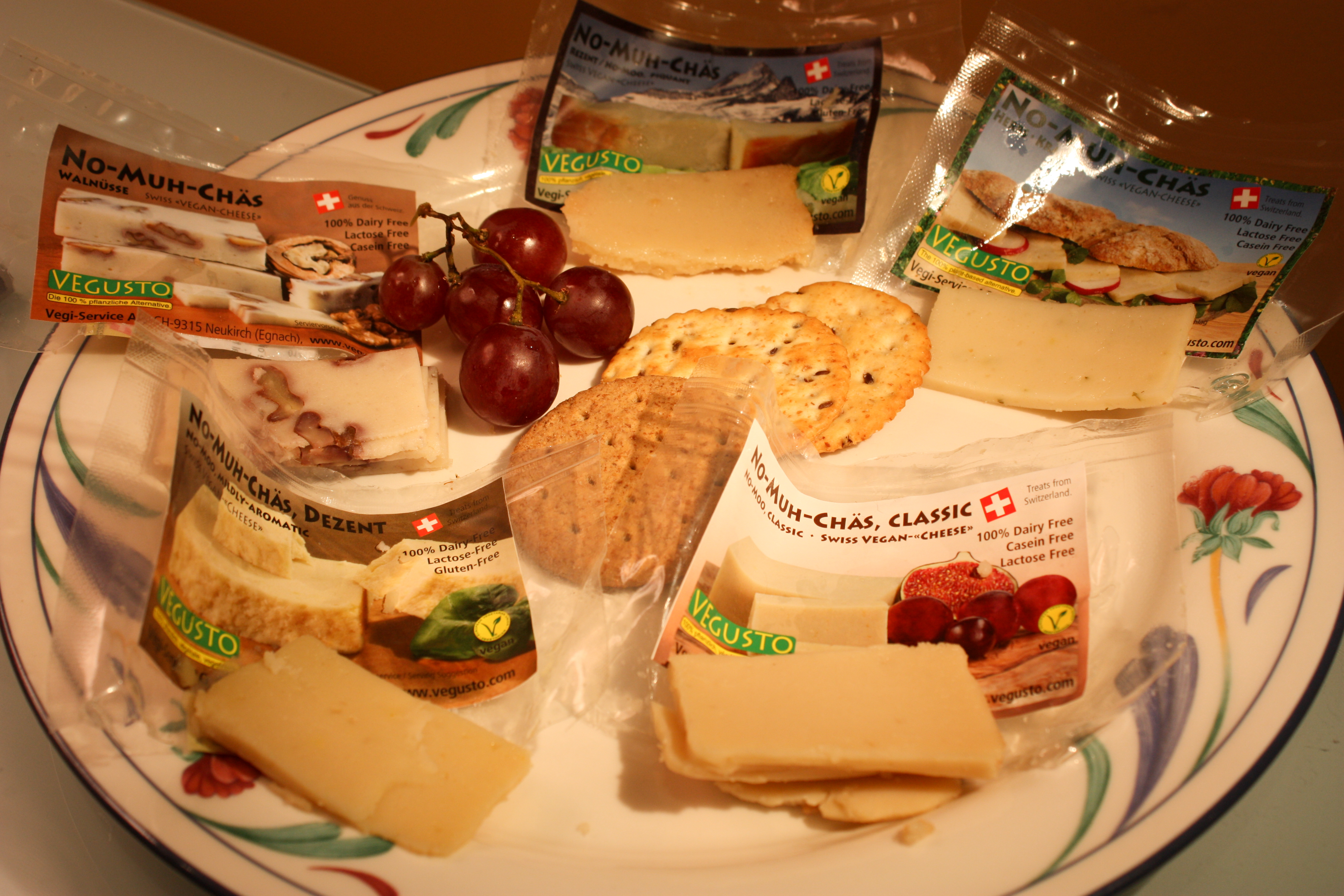
Een assortiment veganistische kazen
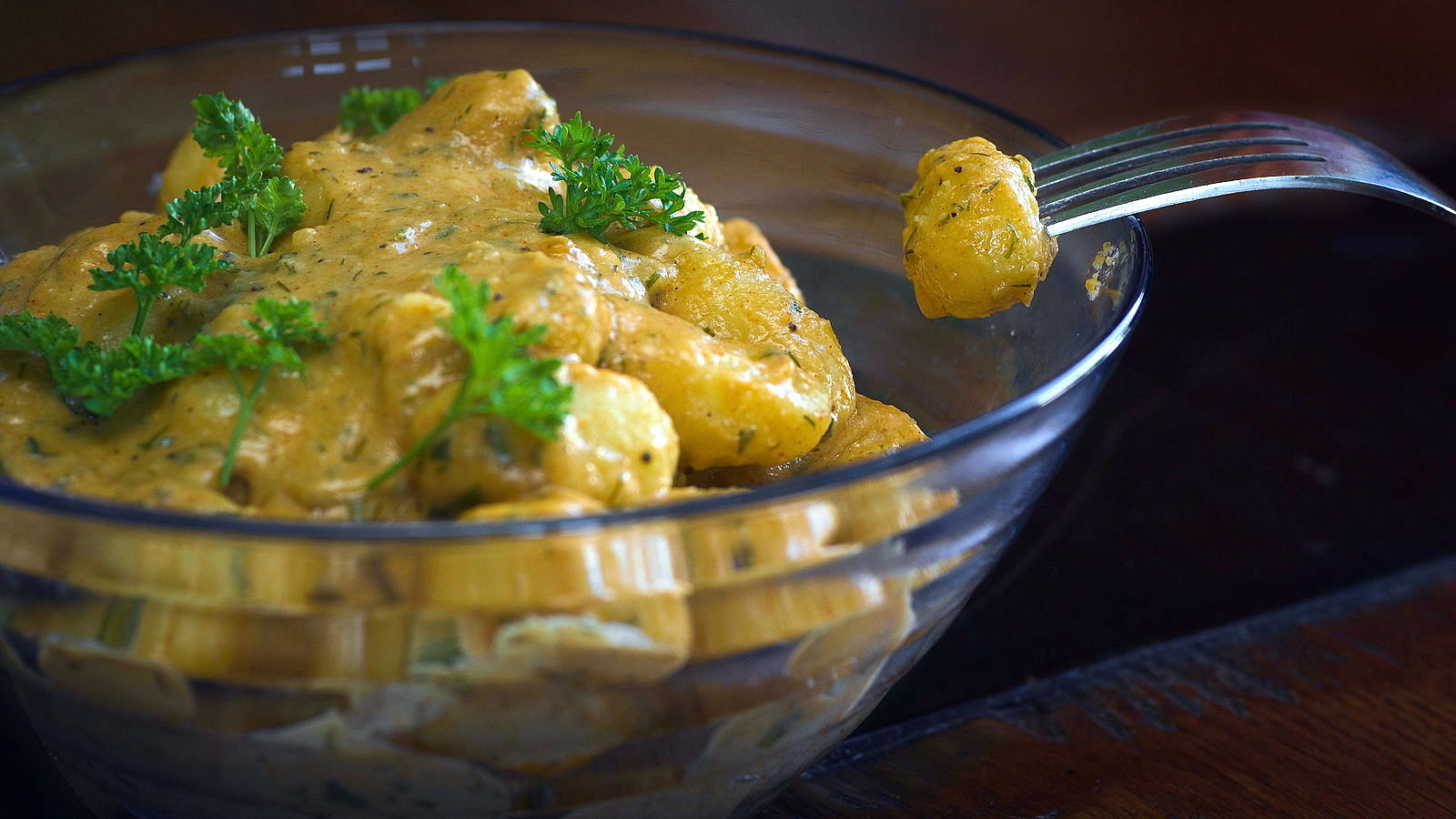
Gnocchi met veganistische kaassaus